# Uteservering

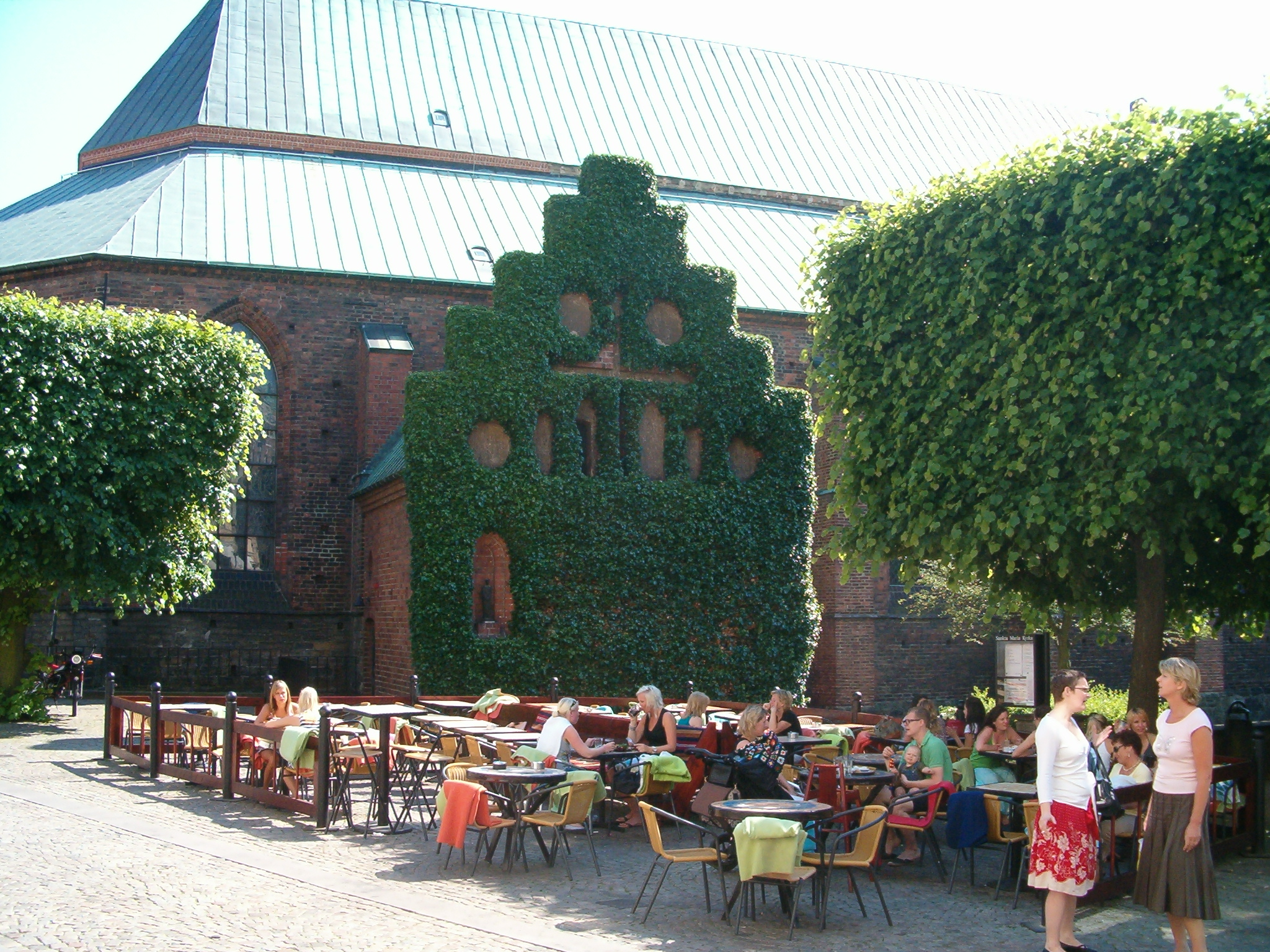
En uteservering vid Sankta Maria Kyrka i Helsingborg.

En uteservering är ett möblerat utrymme eller avgränsning, utomhus för gäster på en restaurang eller ett kafé. I länder som Sverige, med kallare klimat, brukar uteserveringarna endast hållas öppna under våren-sommaren.
Sveriges första trottoarservering öppnades 1860 av Göta Källare vid Hotellplatsen i Göteborg.
Under 1900-talet var restriktionerna stora för restauranger med alkoholtillstånd. En liberalare syn gjorde sig gällande på 1980-talet då delar av restaurangerna flyttade ut på verandor och trottoarer. De första kommunala uteserveringsbestämmelserna tillkom i Göteborg 1993 och Malmö 1994. Tillstånden begränsar vanligtvis till årets varmare månader.
2005 kom tillstånden för de första året runt-öppna uteserveringarna i stadsmiljö. De hade föregåtts av det allmänna rökförbudet inne i restaurangerna.